# 内蒙古警察学院
内蒙古警察学院是中华人民共和国的一所全日制公办本科普通高等学校，位于内蒙古自治区呼和浩特市新城区。
2001年4月，内蒙古警察职业学院成立。2002年，内蒙古自治区司法学校并入内蒙古警察职业学院。2012年，加挂“内蒙古警察训练总队”牌子。2025年2月21日，中华人民共和国教育部同意以内蒙古警察职业学院为基础设立内蒙古警察学院。